# Napredna demokratska stranka
Napredna demokratska stranka bila je politička stranka u Hrvatskoj od 1918. do 1919. Osnovao ju je Ivan Lorković, nakon što je istupio iz Hrvatsko-srpske koalicije. Svoje korijene Stranka ima u Naprednoj stranci (1904. – 1916.), Hrvatskoj pučkoj naprednoj stranci (1906. – 1910.) i Hrvatskoj samostalnoj stranci (1910. – 1918.). Ujedinila se je 1919. sa Starčevićevom strankom prava u Hrvatsku zajednicu.